# شهرک صنعتی سفیدکوه تفت
شهرک صنعتی سفیدکوه تفت روستایی در دهستان پیشکوه بخش مرکزی شهرستان تفت استان یزد ایران است.

## جمعیت
بر پایه سرشماری عمومی نفوس و مسکن در سال ۱۳۹۵ جمعیت این روستا ۱۸ نفر (۶خانوار) بوده‌است.